# 무라카미촌
무라카미촌(일본어: 村上村)은 일본 나가노현 사라시나군에 있던 촌이다. 현재의 하니시나군 사카키정에 해당한다.

## 역사
- 1889년 4월 1일 - 정촌제 시행에 의해 3촌의 구역을 확장해 성립하였다.
- 1960년 4월 1일 - 사라시나군 사카키정에 편입해 동일, 무라카미촌은 폐지되었다.

## 참고문헌
- 角川日本地名大辞典 20 長野県